# Nattens musikanter
Nattens musikanter (The Pianoplayers) är en roman av den brittiske författaren Anthony Burgess utgiven 1986. Berättelsen bygger på minnen av Burgess far som var pub-pianist.

## Handling
Romanen är en komisk kärleksroman där bokens berättare Ellen Henshawe berättar om sitt vidlyftiga liv och om sin far som var pianist på stumfilmsbiografer för en ung skrivhämmad författare.

## Mottagande
"Nattens musikanter är underhållning på allra högsta nivå, ett till synes lättfärdigt stycke prosa samtidigt estetiskt, utstuderat, raffinerat." – Gefle Dagblad